# Коми (го)
Коми — в игре го — компенсация, которую получает играющий белыми за право первого хода чёрных. Коми определяется в очках, которые по завершении партии добавляются к очкам, набранным игроком. Обычно размер коми нецелый — это сделано для исключения ничьих.

## История
Согласно правилам го, первым в партии ходит игрок, играющий чёрными. До XX века в игре приблизительно равных соперников партия велась на равных — по окончании игры оба игрока подсчитывали набранные очки и разница определяла победителя. Но право первого хода даёт чёрным преимущество, что было замечено довольно давно. Традиция требовала, чтобы более квалифицированный игрок играл белыми — считалось нормальным, что более сильный мастер для победы обязан ликвидировать преимущество первого хода чёрных. В длинных матчах ситуация выравнивалась за счёт того, что игроки попеременно играли разным цветом. В матчах высококвалифицированных профессионалов соотношение числа партий, играемых чёрными и белыми, регламентировалось и являлось показателем различия в силе (при разнице в один дан игра велась по схеме чёрные-белые-чёрные, то есть более слабый из каждых трёх партий две играл чёрными).
В конце XIX — начале XX века в японском го произошли существенные изменения, отразившиеся, в том числе, на порядке проведения соревнований. Рост уровня ведущих игроков привёл к существенному развитию техники реализации преимущества первого хода. К 1930-м годам в Нихон Киин пришли к выводу, что для обеспечения справедливого результата отдельной партии чёрные должны компенсировать белым своё преимущество. Тогда и было введено коми — правило компенсации за первый ход, которая первоначально составляла 2,5—3 очка.
Многие старые игроки были категорически против введения коми в турнирную практику. Ведь и раньше преимущество чёрных вовсе не было ни для кого секретом, и традиционные правила проведения соревнований учитывали этот факт. Введение коми и переход в турнирах на игру, главным образом, на равных, было революционным изменением, непонятным и неприятным для многих. Известно высказывание одного из старых японских игроков: «Коми-го — это не го». Вплоть до 1960-х годов проводились соревнования, где игроки играли без коми. Но развитие теории сделало своё дело. В конце концов было осознано, что без компенсации преимущества чёрных не обойтись; в середине XX века нередки были случаи, когда в матчах высокого уровня во всех партиях выигрывали чёрные (такое, например, случилось в матче за титул Хонъимбо в 1945—1946 годах).
Величина коми выбиралась, исходя из результатов турниров профессиональных игроков. Из общих соображений ясно, что по результатам турниров, где цвет выбирается жеребьёвкой, в среднем количество побед чёрных и белых должно быть одинаково. В действительности же количество побед чёрных было заметно выше. После принятия коми соотношение результатов стало меняться, но чёрные всё равно имели преимущество, поэтому размер коми рос, сначала до 4,5 очков, затем — до 5,5. Последняя величина продержалась почти полвека. Однако при коми 5,5 очков, по статистике японских профессиональных турниров, чёрные выигрывали в 53 % партий, поэтому с 2003 года в Японии официально принята величина коми 6,5 очков. Китай и Корея перешли на увеличенный размер коми несколькими годами раньше.
Не существует единого мнения относительно того, должно ли коми быть целым. Нецелая величина коми была введена, главным образом, для того, чтобы исключить возможность ничьих. Это позволяло в зародыше искоренить «договорные» ничьи в турнире, поддерживая тем самым спортивный дух соревнований. Кроме того, упрощается подсчёт результатов турниров (за выигрыш начисляется одно очко, за проигрыш — нуль, дробные очки не требуются) и организация его становится удобнее для спонсоров (реже возникает необходимость в дополнительных играх). С другой стороны, ничья при игре соперников одного уровня наилучшим образом отражает соотношение сил. На практике в большинстве случаев используют нецелое коми.

## Размер коми
Вопрос о «справедливом» размере коми вряд ли может быть решён однозначно. Теоретически, коми должно составлять то количество очков, которое должны выиграть черные при оптимальной игре с обеих сторон. В различных странах и регионах в разное время величина коми различна. Помимо общих правил, она может определяться правилами турнира.

### Эволюция величины коми
- Первоначально введённый в 1930-х годах размер коми в Японии составлял 2,5-3 очка. Он продержался недолго.
- До 1955 года коми составляло 4,5 очка, хотя в матчах за важнейшие титулы коми вводилось и росло постепенно. Например, в розыгрыше титула Хонъимбо финальный матч игрался сначала вовсе без коми, затем коми было введено, но увеличивалось с опозданием, по сравнению с общей турнирной практикой.
- Совершенствование методов реализации преимущества первого хода чёрных привело к тому, что и с коми чёрные продолжали выигрывать чаще, поэтому величина коми постоянно увеличивалась. В 1955 году в Японии прошёл первый турнир с коми 5,5 очков. Начиная с 1970 года именно эта величина стала применяться повсеместно. Она продержалась до конца XX века.
- В 2003 году Нихон Киин установила в Японии новое значение коми — 6,5 очков.
- В Корее коми было введено позже, чем в Японии, и составило 5,5 очков. В начале XXI века величина коми была увеличена до 6,5 очков, такой она остаётся и сейчас.
- В Китае также начали с коми 5,5 (в китайской литературе называется коми 2,75 очка — в действительности это те же 5,5 очков, поделённые на 2 для использования китайской системы подсчёта результата партии), позже коми было увеличено до 6,5, а сейчас стандартная величина составляет 7,5 очков.
- Новозеландские правила устанавливают величину коми 7 очков.
- Правила Инга определяют коми 8 очков, но в случае равного результата победа присуждается чёрным. Таким образом, фактическая величина коми составляет те же 7,5 очков, но формально разность очков, определяющая результат партии, является целой. В правилах Инга коми связано с форой и системой рангов — ценность одного форового камня принята равной тем же 8 очкам, а разница между соседними рангами игроков может составлять 8, 4 или 2 очка.
- Американская ассоциация го (AGA) до 2004 года использовала величину коми 5,5, хотя пробовались и бо́льшие значения, вплоть до 8,5. С августа 2004 официальное значение коми увеличено до 7,5.
- Российская федерация го в официальных правилах определяет коми в 6,5 очков[1], но это значение иногда может меняться правилами конкретного турнира.

### Коми по соглашению
Поскольку однозначного мнения о величине коми нет, был придуман ещё один вариант — не фиксировать её, а определять в каждой конкретной партии по соглашению самих игроков. Такой способ определения коми иногда применяется в любительских играх и турнирах. Есть несколько вариантов его реализации:
- Один из соперников выбирает величину коми, после этого второй выбирает, каким цветом он будет играть. Идея такого подхода очевидна: первый, не зная, каким цветом будет играть, выберет величину коми, дающую, по его мнению, равные шансы обоим игрокам, а второй всегда будет иметь возможность выбрать более выгодную, с его точки зрения, сторону. Таким образом, ни у одного из игроков не будет повода для возражения против величины коми.
- «Коми-аукцион». Один из игроков предлагает величину коми. Второй должен либо согласиться, либо предложить своё значение, причём следующее предложение должно быть больше предыдущего. Таким образом величина коми повышается, пока один из игроков не согласится играть с коми, предложенным соперником. Тот, кто предложил последнее (самое большое) значение коми, играет чёрными. Таким образом, игрок, который полагает предложенное противником коми несправедливо малым, всегда может поднять его величину, уравняв таким образом шансы.

### Уравнивание сторон без коми
Существует процедура, позволяющая уравнять возможности игроков без использования коми. Один из игроков делает первый ход чёрными. После этого его соперник может выбрать цвет, которым будет играть. Если он выбирает белый, то делает следующий ход. Если он выбирает чёрный, то его противник берёт белые камни и оказывается вынужден отвечать на собственный ход. Предполагается, что, зная о возможности поменяться камнями с противником, игрок, делающий первый ход, сделает этот ход так, чтобы не дать заметного преимущества ни одной из сторон.

## Влияние коми на стратегию игры
Введение коми повлияло на стратегию как чёрных, так и белых. В игре без коми чёрные изначально имеют преимущество, которое они могут спокойно развивать и удерживать, в итоге побеждая с перевесом в несколько очков. Белые, чтобы выиграть, вынуждены действовать агрессивно, а значит, рискованно. После введения коми ситуация изменилась — теперь чёрные уже не могут ограничиться удержанием счёта, они должны действовать активно. Белые же, наоборот, могут играть более прочно и спокойно.
Конкретное выражение изменений — это появление и распространение новых фусэки, в которых первые ходы делаются в хоси и сан-сан, в то время как ранее предпочитались ходы в комоку.